# Cecima
Cecima (někdy uváděno též Cecina, dříve také Jiříkovský potok) je potok v okrese Plzeň-jih, který je pravostranným přítokem řeky Úslavy. Název Cecima je užíván též pro rybník Tampák nad Blovicemi a jako uliční název pro chaty a domy v údolí Cecimy v Blovicích.

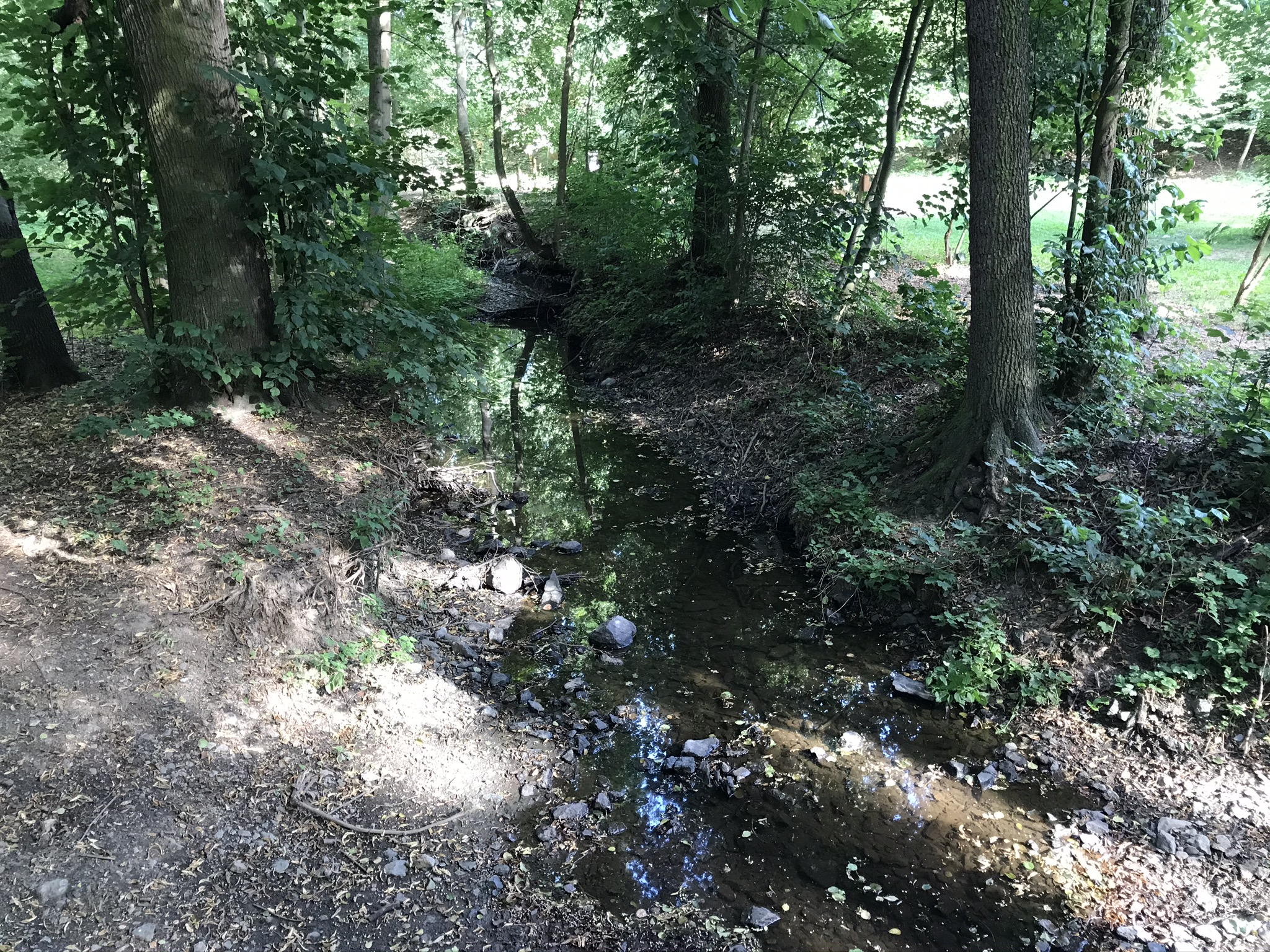
Koryto potoka v blovickém parku Cecima

## Průběh toku
Potok pramení u vrchu Hromadnice nedaleko obce Nechanice v nadmořské výšce zhruba 580 m n. m. Dále napájí jezírko u obce Struhaře, za kterým se do něj vlévá sedm bezejmenných přítoků. U samoty Na Čihadlech do něj přitékají další tři přítoky, které jsou významnější, neboť napájí místní zemědělské nádrže a jsou recipientem pro nedaleká jatka. V Blovicích pak napájí rybník Tampák a kolem židovského hřbitova se vlévá jako pravostranný přítok do řeky Úslavy.

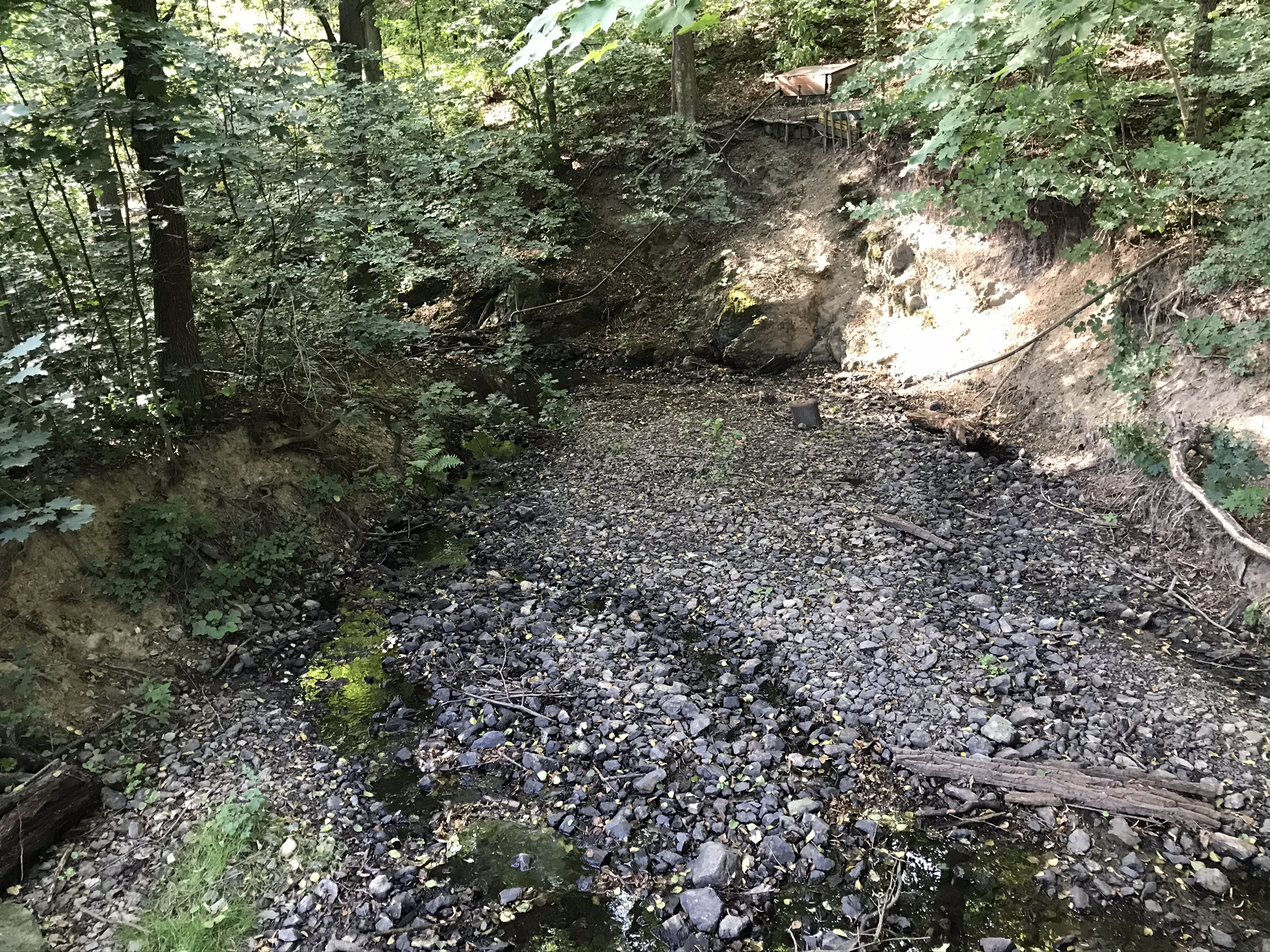
Koryto potoka v blovickém parku Cecima